# Ла-Альмарча
Ла-Альмарча (ісп. La Almarcha) — муніципалітет в Іспанії, у складі автономної спільноти Кастилія-Ла-Манча, у провінції Куенка. Населення — 533 особи (2010).
Муніципалітет розташований на відстані близько 140 км на південний схід від Мадрида, 47 км на південний захід від Куенки.

## Демографія
Динаміка населення (INE ):